# ジル・スチュアート

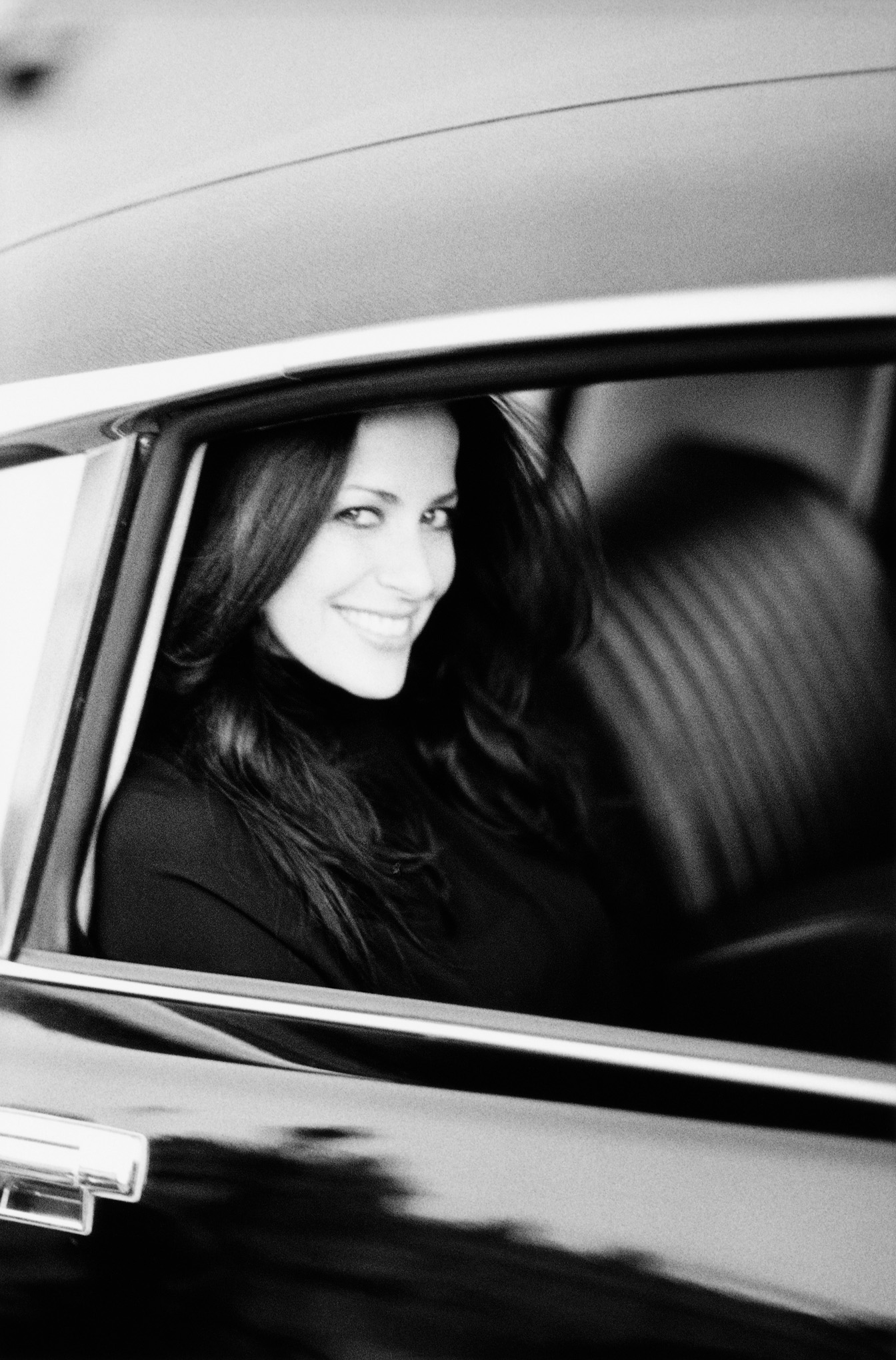
ジル・スチュアート

ジル・スチュアート (Jill Stuart、1965年 - ) は、アメリカ合衆国ニューヨーク出身のファッションデザイナー、また本人が展開するファッションブランドである。

## 人物
両親もファッションブランドを展開する、ファッション業界一家に生まれた。
幼少よりデザインに情熱を傾け、10代でジュエリーとハンドバッグをデザイン。最初のコレクションを15歳で販売したという。ロードアイランド・スクール・オブ・デザインで学び、1993年にニューヨークコレクションで正式にデビュー、以後も同コレクションでの新作発表を重ねるなど支持を集めている。女の子らしさと綺麗さを意識した繊細な立体感を持たせたラインを基調とし、刺繍やフリルをアクセントに使用したデザインを服の特徴としている。

## 企業としてのジルスチュアート
日本のサンエー・インターナショナル系列に属し、姉妹ブランドとして「ジル・バイ・ジルスチュアート」（JILL by JILLSTUART）や子供服ラインを展開している。また、コスメ・香水商品については、同じく日本のコーセーがライセンスを受けて展開している。ガヤ（バッグの一部）、モーダクレア（靴の一部）、ヴァンドームヤマダ（ジュエリー）、セイコー（時計）など、これ以外にも複数のライセンス事業会社が存在している。
いずれも、日本の20代を中心とする女性からの支持が高い。
サンエー・インターナショナル系列となってからは、ファッション・コスメ以外の分野にも進出し、2009年11月の大丸心斎橋店北館を皮切りに、各地のデパートに、ブランドアイテムを使用してプロデュースした「ジルスチュアートカフェ」を出店している。

### 日本とのつながり
- 1997年 - 日本進出。
- 2005年 - アジアにおけるコスメ・香水商品に関するライセンス[4]をコーセーに売却。また、同年SSシーズンより子供服ライン「JILLSTUART NEW YORK」の展開を開始。
- 2007年4月 - アジア（韓国を除く）におけるアパレル商品の展開ライセンスをサンエー・インターナショナルに54億円で売却[5]。
- 2008年 - サンエー・インターナショナルの手により、2008-09 AWシーズンよりセカンドライン「JILL by JILLSTUART」の展開を開始。
- 2010年 - コスメ・香水商品のライセンスをコーセーが全面取得[4]。